# SPICE (Perfume單曲)
「スパイス」（Spice）是日本流行電音組合Perfume第十四張單曲。於2011年11月2日發行。唱片公司為Tokuma Japan Communications。

## 解說
- 距離前作「レーザービーム / 微かなカオリ」約半年的單曲，九月與專輯「JPN」同時宣佈發行日。由於發行日與專輯相近，加上兩首曲目皆收入11月底專輯中，因此被視為專輯先行單曲。同时此单曲也是Perfume德间在籍时最后一张单曲。
- 「スパイス」是TBS電視台週五電視劇「専業主婦探偵〜私はシャドウ」的主題曲，而且是Perfume首次為以地面電視播放的電視劇擔當主題曲。
- 「スパイス」是一首帶有鮮明浩室風格的中板歌曲，是關於如果有用心看，用心聽和有好奇心，就能把謎題解開。再加上PV後段三人吃下糖果後變裝的情節，變裝正是我是影子中女主角芹菜最經常做的事，可說是成為「専業主婦探偵〜私はシャドウ」的主題曲的兩個最大原因。
- B面曲「GLITTER」是「麒麟CHU-HI冰結」廣告歌。
- 作為專輯「JPN」先行單曲，首週以7.6萬張的銷量登上ORICON週榜亞軍。

## 收錄曲

### CD
| 曲序     | 曲目                                                                | 时长  |
| -------- | ------------------------------------------------------------------- | ----- |
| 1.       | スパイス（TBS電視台週五電視劇「専業主婦探偵〜私はシャドウ」主題曲） | 3:53  |
| 2.       | GLITTER（麒麟啤酒「麒麟CHU-HI冰結」廣告歌）                         | 5:04  |
| 3.       | スパイス -Original Instrumental-                                    | 3:52  |
| 4.       | GLITTER -Original Instrumental-                                     | 5:02  |
| 总时长： | 总时长：                                                            | 17:11 |

### DVD（初回限定盘）
1. GLITTER -Video Clip-

## 外部連結
- YouTube上的Official Music Video：Perfume 「スパイス」
- YouTube上的Official Music Video：Perfume 「GLITTER」